# ハートにファイア
「ハートにファイア」（原題：We Didn't Start the Fire）は、ビリー・ジョエルの楽曲。アルバム『ストーム・フロント』からの第1弾シングルとして、1989年にリリースされた。

## 解説
ビリーの誕生年である1949年から、この曲が発表された1989年に至るまでの、世界の歴史に関する様々な事象を並べた歌。「We Didn't Start the Fire」の意味は、「我々が始めた（火をつけた）のではない」。ビリーが20代の若者と話していた時、若者は世界の様々な問題を深刻に考えており、それをきっかけに歌詞が作られた。
Billboard Hot 100で1位を獲得。ビリーのシングルとしては3作目の全米チャート1位獲得を果たした。また、様々な学校（ウィスコンシン州のメナシャにあるバンタ小学校等）で教材として使用され、1990年にはビリー本人による歌詞解説を追加収録したカセット・テープが、教育雑誌と共に学校に配布された。
「ビリー個人のあゆみを歴史的出来事で振り返る」という内容ではあるが、発表直後(1989年10月)から東欧革命が本格化したため、冷戦の終わりを賛美する歌と解釈されることもある。（『ビリー・ザ・ライヴ』ブックレットp.2、『ビリー・ザ・ヒッツ』DVDブックレットp.1）実際に東欧革命の出来事とチャートアクションを並べると､次々と伝わる劇的なニュースとともに、この曲が聞かれていたことがわかる｡
- 1989年10月7日　(初登場58位)
- 1989年11月11日　ベルリンの壁崩壊  (6位)
- 1989年11月24日　チェコスロバキア ビロード革命 (5位)
- 1989年12月3日　マルタ会談（米ソ首脳による冷戦終結宣言）(1位)
- 1989年12月25日　ルーマニア ニコラエ・チャウシェスク大統領処刑  (9位)。ルーマニアは他の国と違い平和的ではなく流血による革命となった。この時の1位は フィル・コリンズの「アナザー・デイ・イン・パラダイス」。

（）内は記載日時点でのBillboardチャート順位
2023年6月28日にフォール・アウト・ボーイによるカバーが発表された。歌詞には「ウッドストック 1999」や「ポケモン」など1989年からリリース当時の出来事が羅列している。ビリーはこのカバーについて 「誰もがいつ更新版が出るのか知りたがっていたよ、僕の歌は1949年に始まって89年に終わってるから、40年に及ぶ。みんな“パート2はやらないのか”って言ったけれど、僕は“いや、パート1をもうやったから”って答えていた。だからフォール・アワー・ボーイ、どうぞ。いいぞ、初めてくれ（という気持ちだった）」と述べている。

## 歌詞に登場する項目

### 1949年
- ハリー・S・トルーマン - アメリカ合衆国大統領。この年に2期目の就任。
- ドリス・デイ - アメリカの女優・歌手。テレビジョンで人気となった。
- 中華人民共和国 - 国共内戦を制してこの年に建国。
- ジョニー・レイ - アメリカの歌手。
- 南太平洋 - ミュージカル。
- ウォルター・ウィンチェル - アメリカのコラムニスト。
- ジョー・ディマジオ - ニューヨーク・ヤンキースの野球選手。

### 1950年
- ジョセフ・マッカーシー - アメリカ合衆国上院議員。マッカーシズムで知られる。
- リチャード・ニクソン - 後のアメリカ合衆国大統領。この年に上院議員となる。
- スチュードベーカー - アメリカの自動車メーカー。1950年代前半に高い人気を博し、後にパッカードと合併したが消滅した。
- テレビジョン -この頃全米に普及した。
- 北朝鮮/南朝鮮 - 朝鮮戦争勃発。
- マリリン・モンロー - アメリカの女優。

### 1951年
- ローゼンバーグ事件 - ソ連のスパイのローゼンバーグ夫妻が逮捕され有罪、死刑となる。
- 水素爆弾
- シュガー・レイ・ロビンソン - アメリカのプロボクサー。この年に二階級制覇。
- 板門店 - 朝鮮戦争の一時停戦が調停された。
- マーロン・ブランド - アメリカの俳優。
- 王様と私 - ミュージカル。
- ライ麦畑でつかまえて - J・D・サリンジャーの小説。

### 1952年
- ドワイト・D・アイゼンハワー - アメリカ合衆国大統領。この年の大統領選挙で初当選。
- ポリオ・ワクチン - ジョナス・ソークがこの年に初のテストを行う。
- エリザベス2世即位。
- ロッキー・マルシアノ - アメリカのプロボクサー。この年にヘビー級チャンピオンとなる。
- リベラーチェ - アメリカのピアニスト。
- ジョージ・サンタヤーナ - 哲学者。この年に死去。

### 1953年
- ヨシフ・スターリン - ソ連最高指導者。この年に死去。
- ゲオルギー・マレンコフ - この年にソ連最高指導者就任。
- ガマール・アブドゥン＝ナーセル - エジプト・アラブ共和国大統領。
- セルゲイ・プロコフィエフ - ソ連の作曲家。この年に死去。
- ウィンスロップ・ロックフェラー - 後のアーカンソー州知事。この年にウィンスロップ・エンタープライズ設立。
- ロイ・キャンパネラ - ブルックリン・ドジャースの野球選手。
- コミュニスト・ブロック

### 1954年
- ロイ・コーン - 「赤狩り」においてジョセフ・マッカーシーを補佐した検察官で弁護士。
- フアン・ペロン - アルゼンチン大統領。
- アルトゥーロ・トスカニーニ - 指揮者。この年に引退。
- ダクロン - ポリエチレンテレフタラート製の化学繊維。
- ディエンビエンフーの戦い - 第一次インドシナ戦争で起こった戦闘。フランスが敗退。
- ロック・アラウンド・ザ・クロック - ビル・ヘイリーのヒット曲。ロックンロールのブームの火付け役となった。

### 1955年
- アルベルト・アインシュタイン - 物理学者。この年に死去。
- ジェームズ・ディーン - アメリカの俳優。この年に死去。
- ブルックリン・ドジャース - この年のワールドシリーズで初優勝。
- デヴィー・クロケット - アラモの戦いで知られるアメリカの英雄。この頃、デヴィーを題材としたTVシリーズ（フェス・パーカー主演）が人気を博していた。
- ピーター・パン - ジェームス・マシュー・バリー作の児童文学。この頃、ミュージカルや映画がヒットしていた。
- エルヴィス・プレスリー - アメリカの歌手。この年にRCAレコードと契約。
- ディズニーランド開園。

### 1956年
- ブリジット・バルドー - フランスの女優。この年、『素直な悪女』が大ヒット。
- ブダペスト - ハンガリーの首都。この年にハンガリー動乱勃発。
- アラバマ - モンゴメリーで1955年に起きたローザ・パークスの逮捕をきっかけに、同地でモンゴメリー・バス・ボイコット事件運動が盛り上がり、公民権運動の始まりとなった。
- ニキータ・フルシチョフ - ソ連最高指導者。この年に「スターリン批判」を行う。
- グレース・ケリー - アメリカの女優。この年、モナコ大公と結婚。
- ペイトン・プレイス - グレイス・メタリアスの小説。一部の都市で発行禁止となる等、物議を醸した。
- スエズ動乱勃発

### 1957年
- リトル・ロック - アーカンソー州の都市。この年、黒人学生がリトルロック・セントラル高校への入学を認められたが、州知事がそれを妨害する事件が起きた。
- ボリス・パステルナーク - ソ連の作家。この年『ドクトル・ジバゴ』発表。
- ミッキー・マントル - ニューヨーク・ヤンキースの野球選手。
- ジャック・ケルアック - アメリカの作家。
- スプートニク1号 - ソ連が開発した世界初の人工衛星。
- 周恩来 - 中華人民共和国国務院総理。
- 戦場にかける橋 - イギリスの映画。アカデミー賞7部門を受賞。

### 1958年
- レバノン - レバノン危機勃発。
- シャルル・ド・ゴール - フランスの政治家。一度隠居したが、この年に首相となり政界に復帰。
- カリフォルニア州の野球 - ドジャースがブルックリンからロサンゼルスに、ジャイアンツがニューヨークからサンフランシスコに移転したこと。
- チャールズ・スタークウェザー - アメリカの連続殺人犯。
- サリドマイド児 - この年に発売された睡眠薬の副作用による奇形児。

### 1959年
- バディ・ホリー - アメリカのロックンロール歌手。この年に飛行機事故で死去。
- ベン・ハー - アメリカ映画。アカデミー賞11部門受賞。
- 宇宙に行ったサル - ジュピターIRBMに乗せられたアカゲザルとリスザルが宇宙飛行から生還。
- マフィア - ヴィト・ジェノヴェーゼが懲役15年の実刑判決を受ける。
- フラフープ - この頃にブーム到来。
- フィデル・カストロ - キューバ革命の指揮官。この年に革命政府樹立。
- エドセル - フォード・モーターのブランド。大々的に発売されたが販売が低迷し翌年消滅した。

### 1960年
- U-2撃墜事件 - アメリカのU-2偵察機が、ソ連を偵察中に撃墜された。
- 李承晩 - 韓国大統領。この年の四月革命により下野。
- ペイオラ - DJが、ラジオで曲を流す見返りにレコード会社から賄賂を受け取ること。この頃、アラン・フリード等のDJが、ペイオラのスキャンダルにより人気が失墜。
- ジョン・F・ケネディ - この年の大統領選挙で当選し、アメリカ合衆国大統領となる。
- チャビー・チェッカー - アメリカの歌手。ツイスト・ブームを起こす。
- サイコ - アルフレッド・ヒッチコック監督の映画。
- コンゴ動乱 - この年に独立したコンゴと、旧宗主国のベルギーの対立による内乱。

### 1961年
- アーネスト・ヘミングウェイ - アメリカの作家。この年に自殺。
- アドルフ・アイヒマン - 元ナチス党官僚。この年に死刑判決が下される。
- 異星の客 - ロバート・A・ハインラインの小説。
- ボブ・ディラン - アメリカのシンガーソングライター。
- ベルリン - ベルリンの壁が建設される。
- ピッグス湾事件 - 亡命キューバ人とアメリカ軍が、キューバのカストロ政権の転覆を目論んだ事件。

### 1962年
- アラビアのロレンス - イギリスの映画。アカデミー賞7部門受賞。
- ビートルズ - イギリスのバンド。この年にデビュー。
- オル・ミス - 「Ole Miss」ミシシッピ大学のこと。この年、黒人のジェームズ・メレディスが入学するが、州知事がそれに反対し、暴動に発展。
- ジョン・ハーシェル・グレン - アメリカの宇宙飛行士。この年、アメリカ人としては初めて地球周回軌道を飛行。
- ソニー・リストン - アメリカのプロボクサー。この年にヘビー級チャンピオンとなる。

### 1963年
- パウロ6世 - この年にローマ教皇となる。
- マルコムX - アメリカ黒人の解放指導者。
- イギリスの政治家のセックス（プロヒューモ事件） - イギリス保守党の閣僚ジョン・プロヒューモが、娼婦でソ連外交官とも関係があったクリスティーン・キーラーに国家機密を漏洩したセックススキャンダル。
- ジョン・F・ケネディ暗殺

### 1964年 - 1969年
- 避妊 - この頃、ピルが広まる。
- ホー・チ・ミン - ベトナム民主共和国大統領。1969年に死去。
- リチャード・ニクソン復活 - 1960年のアメリカ合衆国大統領に僅差で敗北したものの、1968年に当選し復活。1969年に就任。
- 月面着陸 - 1969年にアポロ11号が有人で月に着陸。
- ウッドストック・フェスティバル - 1969年に行われた大規模なロック・フェスティバル。

### 1970年代 - 1980年代
- ウォーターゲート事件 - 1974年のリチャード・ニクソンの大統領辞任のきっかけとなったスキャンダル。
- パンク・ロック - 1970年代中期にニューヨークやロンドン等で起こった音楽ムーヴメント。
- メナヘム・ベギン - イスラエル首相。1977年就任。
- ロナルド・レーガン - 元俳優で元カリフォルニア州知事。1980年の選挙でアメリカ合衆国大統領に就任。
- パレスチナ問題
- 旅客機のテロ - 1968年から1970年にかけパレスチナ解放人民戦線によるハイジャックが頻発した。
- イラン革命 - 1979年に発生。
- ソ連のアフガニスタン侵攻
- ホイール・オブ・フォーチュン - アメリカのゲーム番組。
- サリー・ライド - 1983年、アメリカの女性としては初の宇宙飛行を成功させる。
- ヘヴィメタルの自殺 - 1980年代、ヘヴィメタル・ミュージシャン（オジー・オズボーン、ジューダス・プリースト）の曲を聴いて子どもが自殺したと主張する裁判が行われた。判決では、両アーティストとも自殺の原因ではないとされた。
- 外債 - 1981年、アメリカの国債残高が1兆ドルを超える。
- ベトナム戦争帰還兵のホームレス問題
- エイズ - 1981年に初めて症例報告され、社会問題となる。
- クラック - 麻薬の蔓延による犯罪の増加。
- バーニー・ゲッツ - ニューヨークの地下鉄で、自分を恐喝しようとした若者4人に対し発砲した人物。
- 浜辺の注射器 - 1987年からのニュージャージー州における医療廃棄物の不法投棄問題。
- 六四天安門事件 - 1989年6月に中華人民共和国の北京の天安門広場にいたデモ隊数千人が軍隊に虐殺された事件。
- ロックンローラーのコーラ戦争 - ペプシコーラとコカ・コーラの広告合戦。両社ともCMに有名ミュージシャンを起用した。